# Бополу
Бополу (англ. Bopolu) — город в Либерии.

## География
Расположен в западной части страны, в 91 км от столицы страны, города Монровия. Административный центр графства Гбарполу. Абсолютная высота — 211 метров над уровнем моря.

## Экономика и инфраструктура
Основу экономики составляет выращивание риса и маниока. Имеется больница и несколько школ.

## Население
По данным на 2013 год численность населения составляет 3140 человек.
Динамика численности населения города по годам:
| 2008 | 2013 |
| ---- | ---- |
| 2908 | 3140 |